# Geulanggang Batee
Geulanggang Batee is een bestuurslaag in het regentschap Aceh Barat Daya van de provincie Atjeh, Indonesië. Geulanggang Batee telt 520 inwoners (volkstelling 2010).